# Carleton J. Phillips
Carleton Jaffrey Phillips (* 14. Februar 1942 in Muskegon, Michigan) ist ein US-amerikanischer Biologe, der sich vornehmlich mit Säugetieren befasst.

## Leben
Phillips schloss 1964 sein Studium an der Michigan State University mit einem Bachelor of Science in Zoologie ab. Den Master of Science erwarb er 1967 unter der Leitung von E. Raymond Hall. Im Jahr 1969 wurde er mit der Dissertation The dentition of glossophagine bats: development, morphological characteristics, variation, pathology, and evolution unter der Leitung von J. Knox Jones, Jr. zum Ph.D. in Zoologie an der University of Kansas promoviert.
Phillips war in verschiedenen Fakultäts- und Verwaltungsfunktionen tätig, darunter als Lehrstuhlinhaber und Direktor des Graduiertenprogramms für den Fachbereich Biologie an der Hofstra University und als Lehrstuhlinhaber für Biowissenschaften an der Illinois State University, bevor er 1998 als Lehrstuhlinhaber des Fachbereichs Biowissenschaften (1998 bis 2002) und Professor für Biowissenschaften (seit 1998) an die Texas Tech University wechselte. Im Jahr 2002 wurde Phillips zum stellvertretenden Vizepräsidenten für Forschung befördert. Von Juni 2003 bis September 2004 war Phillips als William C. Foster Fellow im Office of Proliferation Threat Reduction (PTR, Amt für die Reduzierung der Verbreitung von Massenvernichtungswaffen) des US-Außenministeriums tätig. Von Dezember 2003 bis Juni 2004 war er zudem Sonderberater für Nichtverbreitung bei der provisorischen Koalitionsbehörde im Irak (Büro für nationale Sicherheitsangelegenheiten). Während seiner Tätigkeit in Bagdad und Basra, Irak, von Oktober 2003 bis Juni 2004, entwickelten Phillips und sein Kollege Alex Dehgan das Iraq International Center for Science and Industry (IICSI), ein Programm zur Umschulung irakischer Wissenschaftler, Ingenieure und Techniker, die zuvor an Programmen und Trägersystemen für nukleare, chemische und biologische Waffen gearbeitet hatten, auf zivile Tätigkeiten. Phillips arbeitete auch mit irakischen Universitäten an der breiteren Frage des Wiederaufbaus von Wissenschaft und Technologie im Irak.
Er war an der Gründung der irakischen Regulierungsbehörde für radioaktive Quellen und der irakischen Stiftung für Nichtverbreitungsprogramme beteiligt (ein geplanter Vorläufer der künftigen irakischen Nationalen Wissenschaftsstiftung) und beriet die irakische Interimsregierung in Fragen der nationalen Sicherheit in Bezug auf Verträge und Konventionen über nukleare, chemische und biologische Waffen. Phillips wurde 1999 von der American Society of Mammalogists mit dem C. Hart Merriam Award for Excellence in Research ausgezeichnet und erhielt 2004 von den Außen- und Verteidigungsministern sowie vom Präsidentenvertreter L. Paul Bremer Ehrungen für seine Verdienste um die Nation. Phillips hat mehr als 140 wissenschaftliche Veröffentlichungen. Sein Buch A historical perspective on the history of academic field mammalogy in North America (gemeinsam mit Clyde Jones herausgegeben) wurde 2005 vom Texas Tech University Museum veröffentlicht. Phillips’ Forschungsinteressen umfassen allgemeine Säugetierbiologie, vergleichende Ultrastruktur und molekulare und zelluläre Evolution sowie Biogeographie und molekulare Populationsgenetik. Die meisten seiner wissenschaftlichen Artikel seit 1985 (mehr als 60) befassten sich mit der vergleichenden Ultrastruktur, der molekularen Evolution von Sekretionsprodukten und der Histochemie der Speicheldrüsen von Säugetieren. Er leistete Pionierarbeit bei der Konservierung von Gewebeproben für die Transmissionselektronenmikroskopie im Labor. Infolgedessen haben er und Bernard Tandler (1933–2021) die Zellstruktur von mehr als 300 Säugetierarten verglichen und mehrere neue sekretorische Zellorganellen sowie einzigartige evolutionäre Veränderungen im Zusammenhang mit Ernährung oder reproduktiver Isolation beschrieben. Phillips beschäftigte sich zudem mit Fragen der nationalen Biosicherheit und der nationalen Sicherheits- und Strategieplanung in Bezug auf die Abwehr biologischer Waffen, Technologien mit doppeltem Verwendungszweck und Infektionserreger in Verbindung mit Reservoiren wild lebender Säugetiere.
Phillips beschrieb die Unterart der Hylonycteris underwoodi minor der Underwood-Blattnase und die Unterart Sturnira ludovici occidentalis der Hochland-Gelbschulterfledermaus.